# Neuburg am Rhein
Neuburg am Rhein – miejscowość i gmina w Niemczech, w kraju związkowym Nadrenia-Palatynat, w powiecie Germersheim, wchodzi w skład gminy związkowej Hagenbach.

## Współpraca
Miejscowość partnerska:
- Hennickendorf – dzielnica gminy Rüdersdorf bei Berlin, Brandenburgia